# Saint-Benoît-des-Ondes
Pour les articles homonymes, voir Saint-Benoît.
Saint-Benoît-des-Ondes est une commune française située dans le département d'Ille-et-Vilaine en région Bretagne, peuplée de 966 habitants.

## Géographie

### Situation

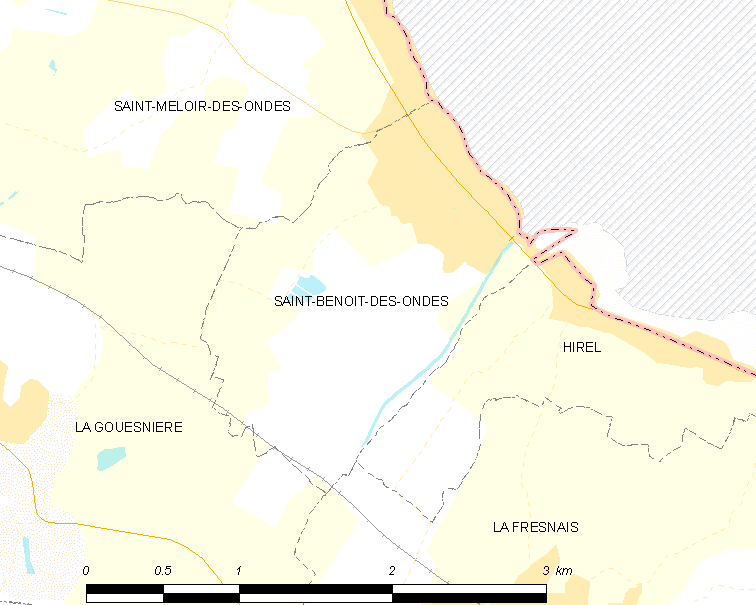
Carte de la commune.

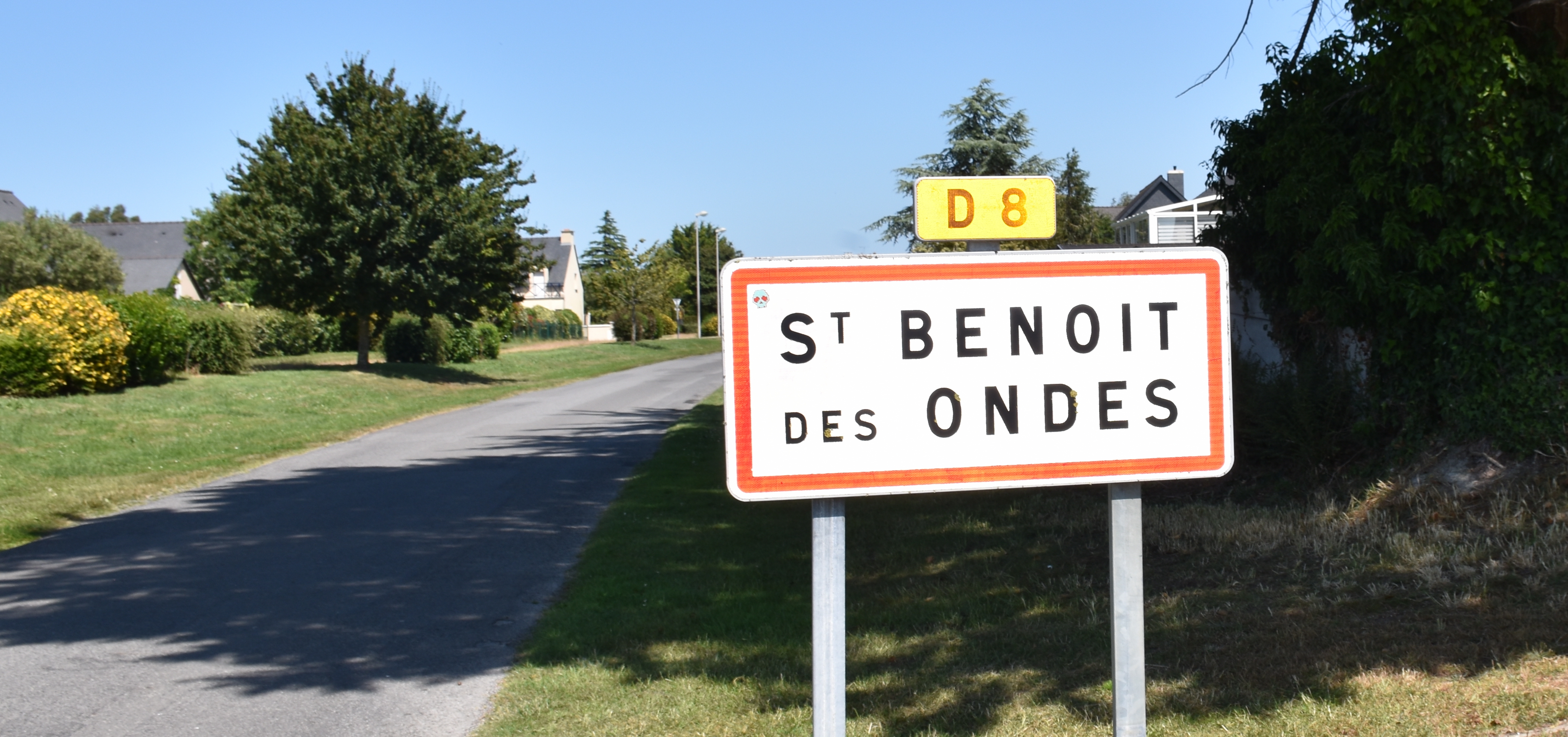
Une entrée de la commune.

| Saint-Méloir-des-Ondes |                        | La Manche |
|                        | Saint-Benoît-des-ondes |           |
| La Gouesnière          | La Fresnais            | Hirel     |

### Relief et hydrographie
La commune de Saint-Benoît-des-Ondes couvre 292 hectares en bord de mer à une altitude moyenne de deux mètres.

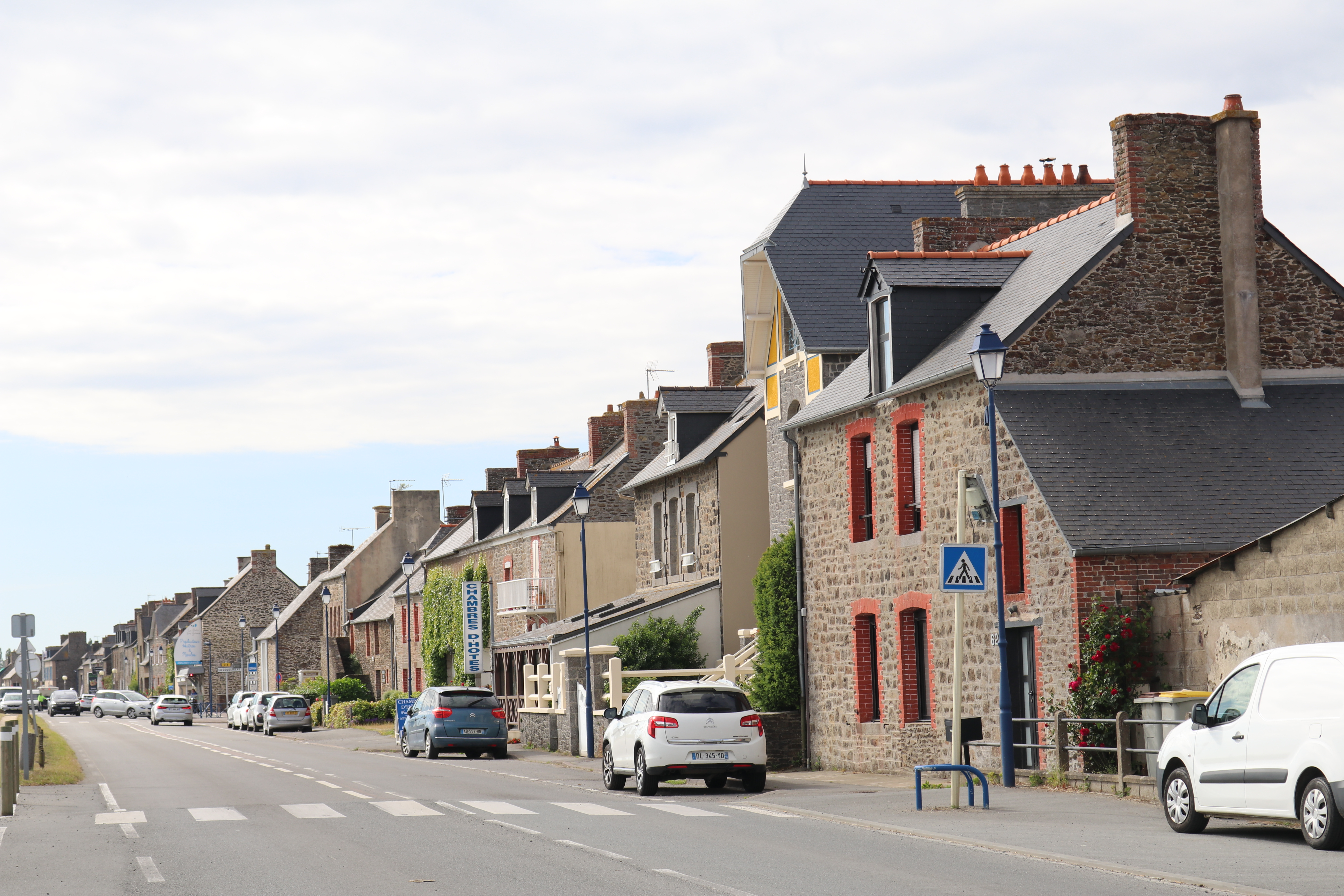
Rue du bord de mer.

Saint-Benoît est issu de villages de pêcheurs qui s'installèrent, au fur et à mesure que la terre gagnait sur la mer, sur des iles formées par des bancs de sables coquilliers isolés à marée haute jusqu'à ce qu'au XIe siècle, le duc de Bretagne Alain fit construire une digue qui protégeait le village des flots, ainsi que ses voisins nés dans les mêmes conditions, Hirel et Vildé-la-Marine. C'est toujours la digue actuelle, certes moult fois remaniée : la « digue de la Duchesse-Anne ». Le village restait entouré de marais dont l'assèchement ne fut complet qu'au XVIIe siècle, d'importants travaux de drainage aux XVIIIe et XIXe siècles étendirent la zone cultivable notamment par des polders sur la baie.

### Le risque de submersion marine
Selon un index global correspondant à l'agrégation de 5 critères effectué en 2011 par l'Observatoire National des Risques Naturels, Saint-Benoît-des-Ondes est la huitième commune de Bretagne la plus exposée au risque de submersion marine avec 100 % de sa population totale concernée et 7,67 hectares de bâti exposé au risque de submersion.

### Les ressources traditionnelles de la population
Jusqu'au début du XXe siècle, la population vécut d'un mélange entre les ressources de l'agriculture, facilitée par un sol d'alluvions marines riche et facile à travailler, et le travail de la mer (on trouve trace de pêcheries dès 1181). Longtemps l'agriculture fut principalement vivrière mais les pommiers à cidre sont anciens dans le paysage et n'ont disparu que dans la seconde moitié du XXe siècle quand la Bretagne céda au mythe de l'agriculture industrielle et que les champs de céréales dans des paysages victimes du remembrement entourèrent Saint-Benoît, les terres agricoles sont de plus détruites par la mise en construction de lotissements pavillonnaires.
À partir de l'époque moderne, comme tous les Bretons de la côte, les habitants servaient dans la marine de commerce et de guerre. La pêche restait néanmoins une des ressources principales et avant la Grande guerre c'est 40 % des hommes de la commune qui partaient chaque année sur les bancs de Terre-Neuve.
Dans les années 1970, la ville chercha à profiter du développement du tourisme en Bretagne et de la proximité de Saint-Malo pour diversifier ses activités. Si l'ostréiculture et la mytiliculture restent des activités importantes, trois terrains de campement sont désormais installés en bord de mer.

### Hydrographie
Pour un article plus général, voir Réseau hydrographique d'Ille-et-Vilaine.
La commune est située dans le bassin Loire-Bretagne. Elle est drainée par le Biez Jean, le canal des allemands,.
Le Biez Jean, d'une longueur de 30 km, prend sa source dans la commune de Lourmais et se jette  dans la baie du Mont-Saint-Michel sur la commune et de Hirel. 

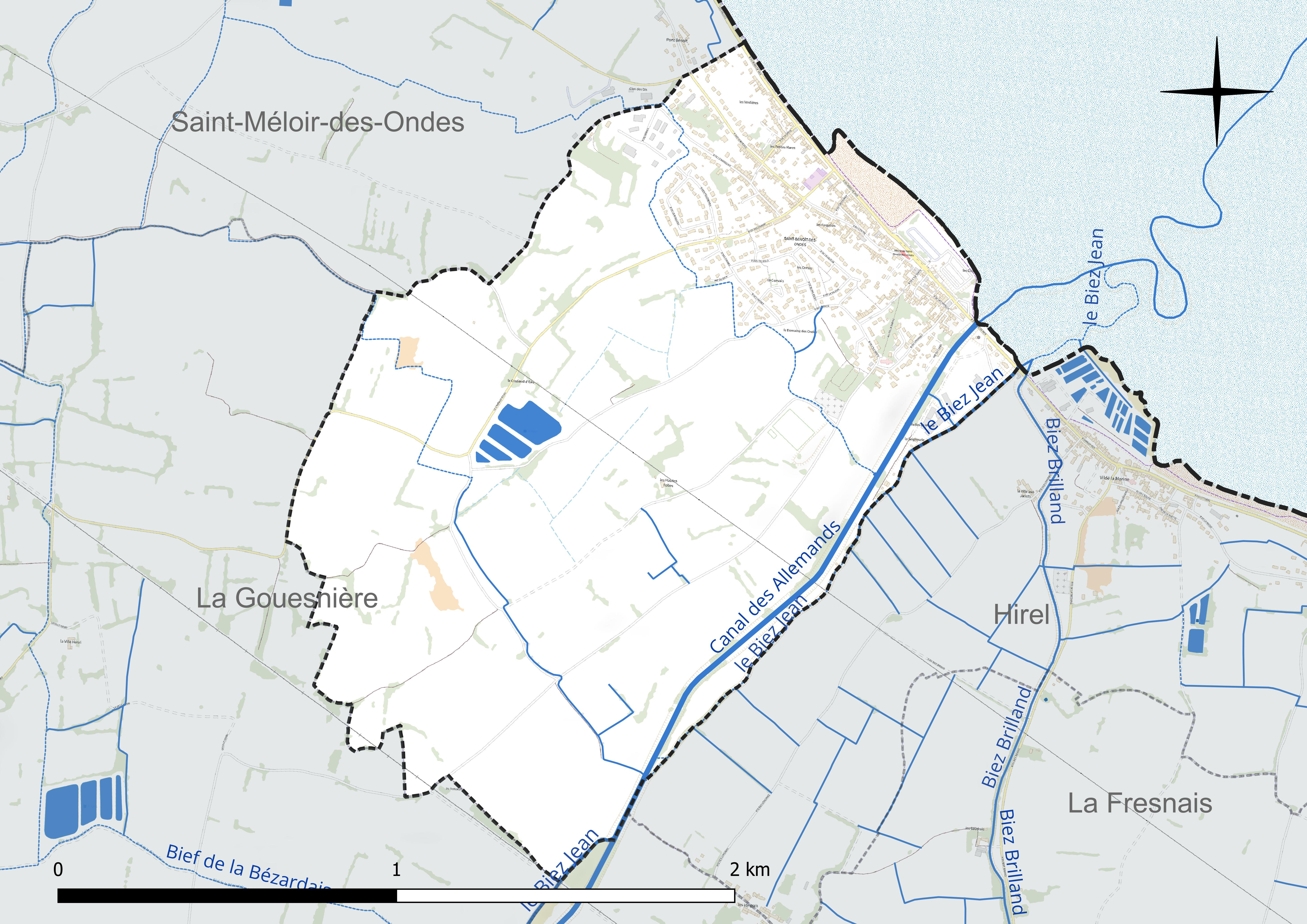
Réseau hydrographique de Saint-Benoît-des-Ondes.

### Climat
Pour des articles plus généraux, voir Climat de la Bretagne et Climat d'Ille-et-Vilaine.
En 2010, le climat de la commune est de type climat océanique franc, selon une étude du CNRS s'appuyant sur une série de données couvrant la période 1971-2000. En 2020, Météo-France publie une typologie des climats de la France métropolitaine dans laquelle la commune est exposée à un climat océanique et est dans la région climatique  Bretagne orientale et méridionale, Pays nantais, Vendée, caractérisée par une faible pluviométrie en été et une bonne insolation. Parallèlement l'observatoire de l'environnement en Bretagne publie en 2020 un zonage climatique de la région Bretagne, s'appuyant sur des données de Météo-France de 2009. La commune est, selon ce zonage, dans la zone « Intérieur  », exposée à un climat médian, à dominante océanique.  
Pour la période 1971-2000, la température annuelle moyenne est de 11,6 °C, avec une amplitude thermique annuelle de 11,7 °C. Le cumul annuel moyen de précipitations est de 723 mm, avec 12 jours de précipitations en janvier et 6,6 jours en juillet. Pour la période 1991-2020, la température moyenne annuelle observée sur la station météorologique la plus proche, située sur la commune de Pleurtuit à 16 km à vol d'oiseau, est de 11,9 °C et le cumul annuel moyen de précipitations est de 752,0 mm,. Pour l'avenir, les paramètres climatiques de la commune estimés pour 2050 selon différents scénarios d'émission de gaz à effet de serre sont consultables sur un site dédié publié par Météo-France en novembre 2022.

## Urbanisme

### Typologie
Au 1er janvier 2024, Saint-Benoît-des-Ondes est catégorisée bourg rural, selon la nouvelle grille communale de densité à sept niveaux définie par l'Insee en 2022.
Elle est située hors unité urbaine. Par ailleurs la commune fait partie de l'aire d'attraction de Saint-Malo, dont elle est une commune de la couronne,. Cette aire, qui regroupe 35 communes, est catégorisée dans les aires de 50 000 à moins de 200 000 habitants,.
La commune, bordée par la Manche, est également une commune littorale au sens de la loi du 3 janvier 1986, dite loi littoral. Des dispositions spécifiques d'urbanisme s'y appliquent dès lors afin de préserver les espaces naturels, les sites, les paysages et l'équilibre écologique du littoral, tel le principe d'inconstructibilité, en dehors des espaces urbanisés, sur la bande littorale des 100 mètres, ou plus si le plan local d'urbanisme le prévoit.

### Occupation des sols
L'occupation des sols de la commune, telle qu'elle ressort de la base de données européenne d'occupation biophysique des sols Corine Land Cover (CLC), est marquée par l'importance des territoires agricoles (77,1 % en 2018), en diminution par rapport à 1990 (83,6 %). La répartition détaillée en 2018 est la suivante : 
zones agricoles hétérogènes (49,3 %), terres arables (27,8 %), zones urbanisées (22,2 %), espaces ouverts, sans ou avec peu de végétation (0,6 %). L'évolution de l'occupation des sols de la commune et de ses infrastructures peut être observée sur les différentes représentations cartographiques du territoire : la carte de Cassini (XVIIIe siècle), la carte d'état-major (1820-1866) et les cartes ou photos aériennes de l'IGN pour la période actuelle (1950 à aujourd'hui).

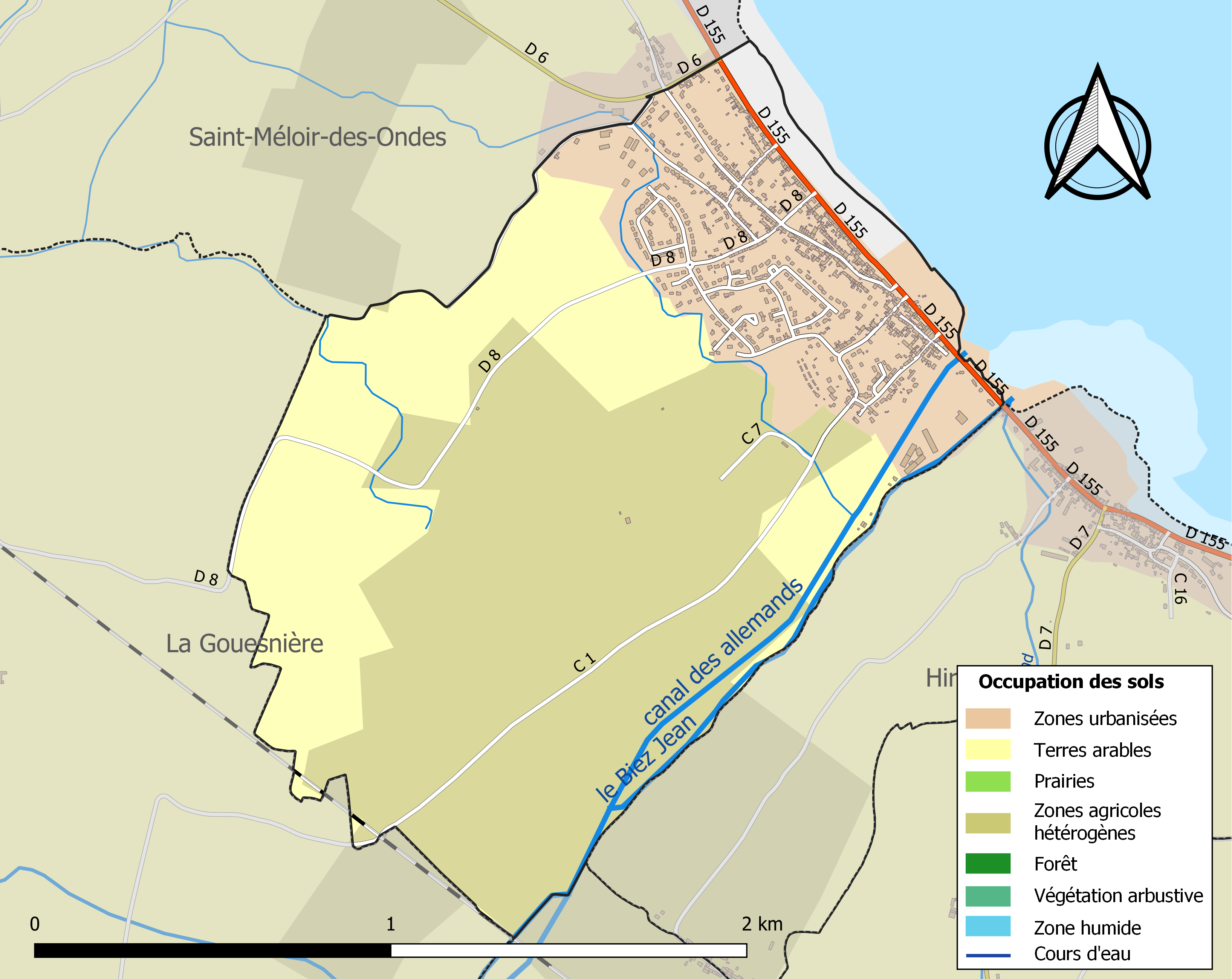
Carte des infrastructures et de l'occupation des sols de la commune en 2018 (CLC).

## Toponymie
Saint-Benoît-des-Ondes tire son nom d'un monastère, appelé Saint-Benoît, situé autrefois sur son territoire
.
Le gentilé est Bénédictin.

## Histoire
Le nom de la commune vient de l'installation sur cette terre d'un prieuré bénédictin dépendant de l'abbaye du Mont-Saint-Michel, le monastère de Saint-Benoît-du-Blanc-Essay.
Le village de pêcheur des origines fut érigé en paroisse au XIIe siècle sous le nom de Saint Benoît de la Marine avant de devenir au XVIe siècle Saint Benoît des Ondes.
Les deux faits marquants de l'histoire de la commune sont l'occupation de la paroisse par les Anglais lors de leur attaque contre Saint-Malo le 7 juin 1758 et la construction par les Allemands pendant la Seconde Guerre mondiale d'un fossé anti-chars de Châteauneuf à Saint-Benoît-des-Ondes destiné à isoler Saint-Malo, après la guerre cet ouvrage a été reconverti en « biez » mais reste connu sous le nom de « canal des Allemands ».

## Politique et administration

### Personnalités élues par circonscription électorale de rattachement

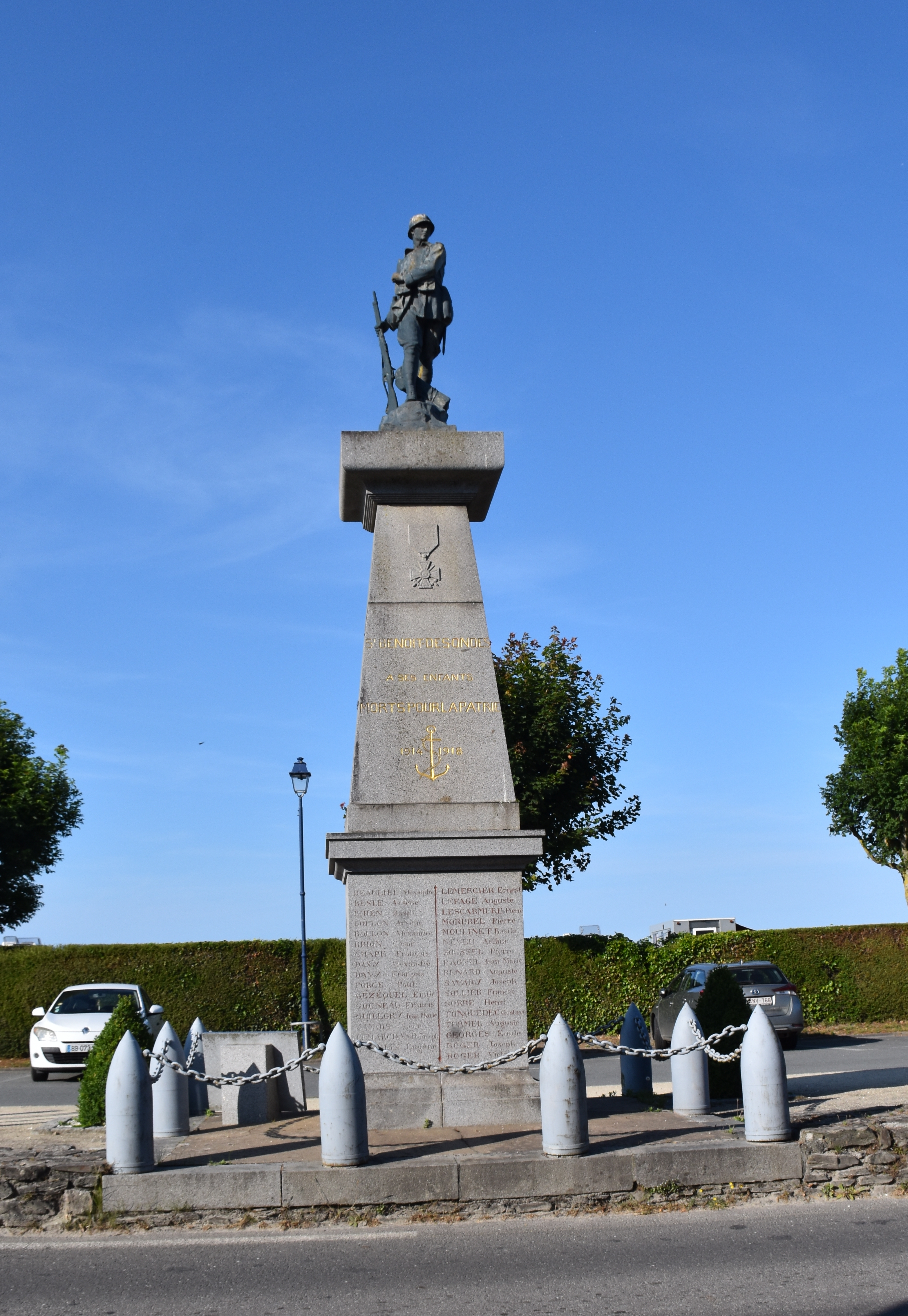
Le monument aux morts.

Au-delà du maire, premier magistrat administrant la commune, les personnalités élues dont le mandat est relatif à une collectivité à laquelle est rattachée la commune de Saint-Benoît-des-Ondes et représentant donc le territoire communal au sein de chacune de ces collectivités  sont les suivantes :
| Élections       | Élections                     | Circonscription électorale        | Élu de la circonscription       | Élu de la circonscription | Élu de la circonscription | Élu de la circonscription |
| Niveau          | Type                          | Circonscription électorale        | Titre                           | Nom                       | Début de mandat           | Fin de mandat             |
| --------------- | ----------------------------- | --------------------------------- | ------------------------------- | ------------------------- | ------------------------- | ------------------------- |
| Groupe communal | Municipales et communautaires | Commune de Saint-Benoît-des-Ondes | Maire                           | Bernadette Letanoux       | 2020                      | 2026                      |
| Groupe communal | Municipales et communautaires | Saint-Malo Agglomération          | Président de l'intercommunalité | Gilles Lurton (LR)        | 2020                      | 2026                      |
| Département     | Départementales               | Canton de Dol-de-Bretagne         | Conseiller départemental        | Jean-Luc Bourgeaux(DVD)   | 2021                      | 2026                      |
| Département     | Départementales               | Canton de Dol-de-Bretagne         | Conseillère départementale      | Agnès Toutant (DVD)       | 2021                      | 2026                      |
| Région          | Régionales                    | Bretagne                          | Président du conseil régional   | Loïg Chesnais-Girard(DVG) | 2021                      | 2028                      |
| Pays            | Législatives                  | 7e circonscription                | Député                          | Jean-Luc Bourgeaux (DVD)  | 19 juin 2022              | juin 2027                 |

| Période                                  | Période     | Identité                 | Étiquette | Qualité                                                 |
| ---------------------------------------- | ----------- | ------------------------ | --------- | ------------------------------------------------------- |
| 1947                                     | 19..        | Auguste Agenais          | MRP       |                                                         |
| mars 1971                                | mars 1983   | Basile Bihen (1922-2007) |           | Exploitant agricole Chevalier du Mérite agricole (1975) |
| mars 1983                                | 1986        | Jacques Roger            |           | Général de division aérienne                            |
| décembre 1986                            | juin 1995   | Jean-Jack Chairon        |           | Ancien major de l'Armée de l'air                        |
| juin 1995                                | mars 2014   | Jacques Daniel           | DVD       | Technico-commercial retraité                            |
| mars 2014                                | 25 mai 2020 | Gérard Baudry            | DVD       | Receveur-percepteur du Trésor public retraité           |
| 25 mai 2020                              | En cours    | Bernadette Letanoux      | DVD-LR    | Secrétaire comptable retraitée                          |
| Les données manquantes sont à compléter. |             |                          |           |                                                         |

## Démographie
L'évolution du nombre d'habitants est connue à travers les recensements de la population effectués dans la commune depuis 1793. Pour les communes de moins de 10 000 habitants, une enquête de recensement portant sur toute la population est réalisée tous les cinq ans, les populations de référence des années intermédiaires étant quant à elles estimées par interpolation ou extrapolation. Pour la commune, le premier recensement exhaustif entrant dans le cadre du nouveau dispositif a été réalisé en 2006.
En 2022, la commune comptait 966 habitants, en évolution de −3,98 % par rapport à 2016 (Ille-et-Vilaine : +5,46 %, France hors Mayotte : +2,11 %).
À son plus grand essor, au milieu du XIXe siècle, Saint Benoît avait 967 habitants, l'exode rural commença à la fin du XIXe et s'accéléra après la Première Guerre mondiale, la population de la commune ne cessa de diminuer jusque dans les années 1970. La construction de nouveaux lotissements lui ramena des habitants et elle comptait en 2006 une population d'un peu plus de 1 100 personnes.
| 1793 | 1800 | 1806 | 1821 | 1831 | 1836 | 1841 | 1846 | 1851 |
| ---- | ---- | ---- | ---- | ---- | ---- | ---- | ---- | ---- |
| 591  | 679  | 701  | 862  | 783  | 933  | 922  | 942  | 939  |

| 1856 | 1861 | 1866 | 1872 | 1876 | 1881 | 1886 | 1891 | 1896 |
| ---- | ---- | ---- | ---- | ---- | ---- | ---- | ---- | ---- |
| 967  | 966  | 947  | 875  | 917  | 848  | 830  | 823  | 803  |

| 1901 | 1906 | 1911 | 1921 | 1926 | 1931 | 1936 | 1946 | 1954 |
| ---- | ---- | ---- | ---- | ---- | ---- | ---- | ---- | ---- |
| 817  | 839  | 850  | 689  | 626  | 614  | 638  | 591  | 638  |

| 1962 | 1968 | 1975 | 1982 | 1990 | 1999 | 2006  | 2011  | 2016  |
| ---- | ---- | ---- | ---- | ---- | ---- | ----- | ----- | ----- |
| 627  | 556  | 547  | 612  | 775  | 799  | 1 103 | 1 057 | 1 006 |

| 2021 | 2022 | - | - | - | - | - | - | - |
| ---- | ---- | - | - | - | - | - | - | - |
| 969  | 966  | - | - | - | - | - | - | - |

## Lieux et monuments

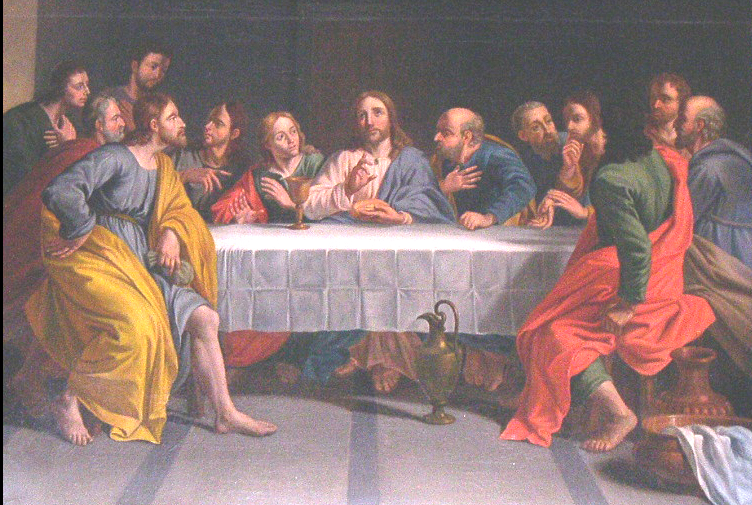
La Cène.

- La première église fut érigée au XIIe siècle quand fut créée la paroisse ; il en reste dans le pavement de l'entrée de l'actuel édifice la pierre d'autel en granit avec reliquaire. L'église actuelle est une construction du XVIe siècle très remaniée à la fin du XVIIIe. Elle était alors décrite comme « petite, basse, obscure et mal pavée », des travaux entamés en 1785 furent interrompus par la Révolution qui la transforma un temps en temple de la déesse Raison et la voua à des fonctions administratives. Elle fut cependant vite rendue au culte et les travaux furent terminés en 1803 et pour le clocher en 1815. Le chancel disparu dans l'opération de même que tout caractère de style de l'église.
- L'église de Saint-Benoît-des-Ondes possède un magnifique tableau du XVIIe siècle, copie de la célèbre Cène de Philippe de Champaigne, (1648, conservé au musée du Louvre) on peut admirer cette toile au-dessus du maître-autel. Restauré une première fois en 1874, il a été de nouveau en 1992 par Mlle Le Bayen (Paris).
- Le cimetière qui entourait l'église fut transformé en square en 1873, une croix de granit érigée en 1713 la « porte des morts » de 1741 sont les dernières traces de l'ancien emploi du lieu. La croix avait remplacé une précédente en bois de 1606, elle aurait été offerte à l'occasion de leur mariage le 4 mai 1713 par Bertrand Poirier de la Passe et Étiennette Hervot.
- La chapelle Sainte-Geneviève est, elle, du XVIe siècle.
- Il ne reste rien des anciens moulins sur la digue à une exception près datant de la fin du XVIIIe-début du XIXe, grandement remanié il évoque peu son ancienne destination et est aujourd'hui transformé en maison d'habitation.

L'église Saint-Benoît.
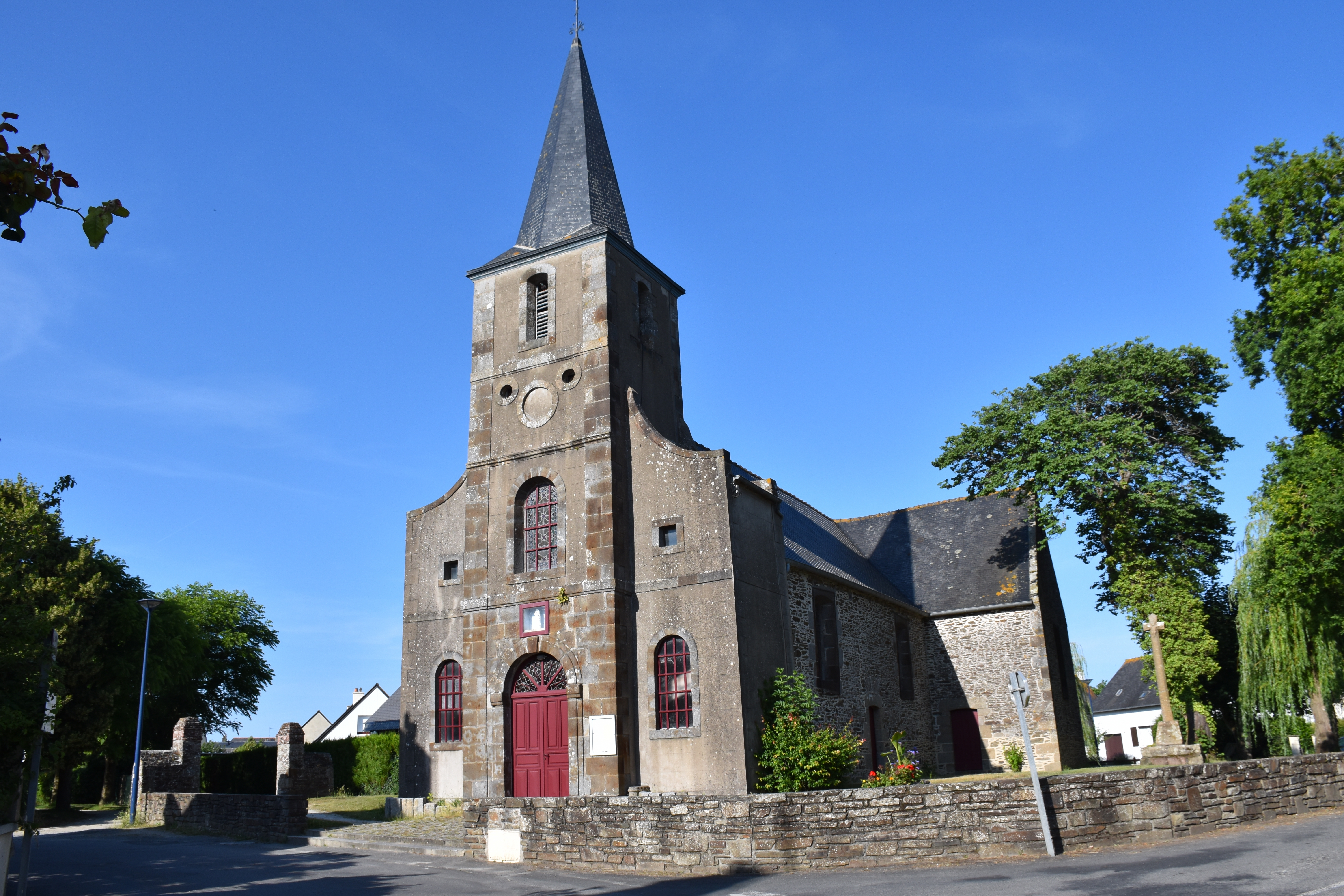
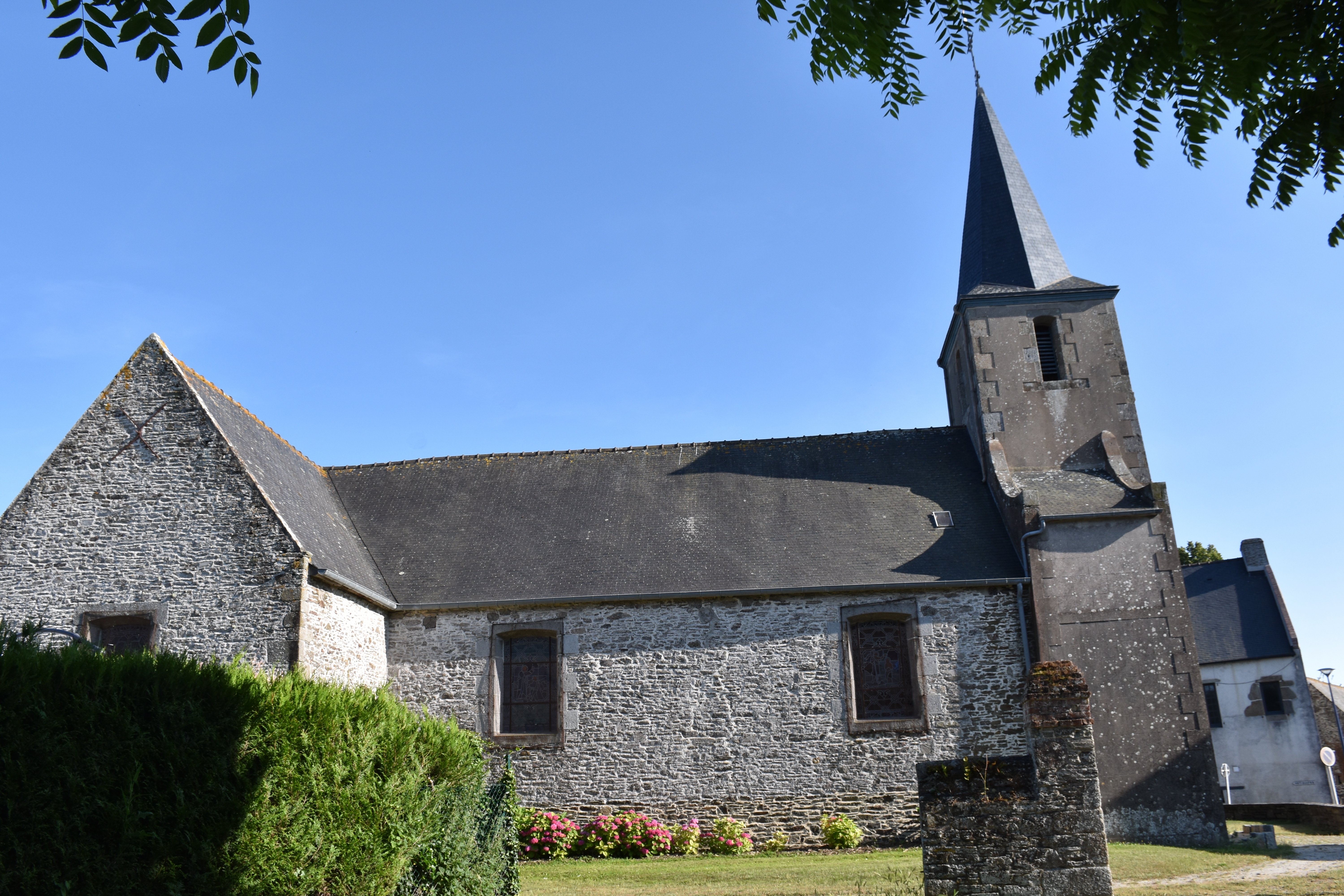
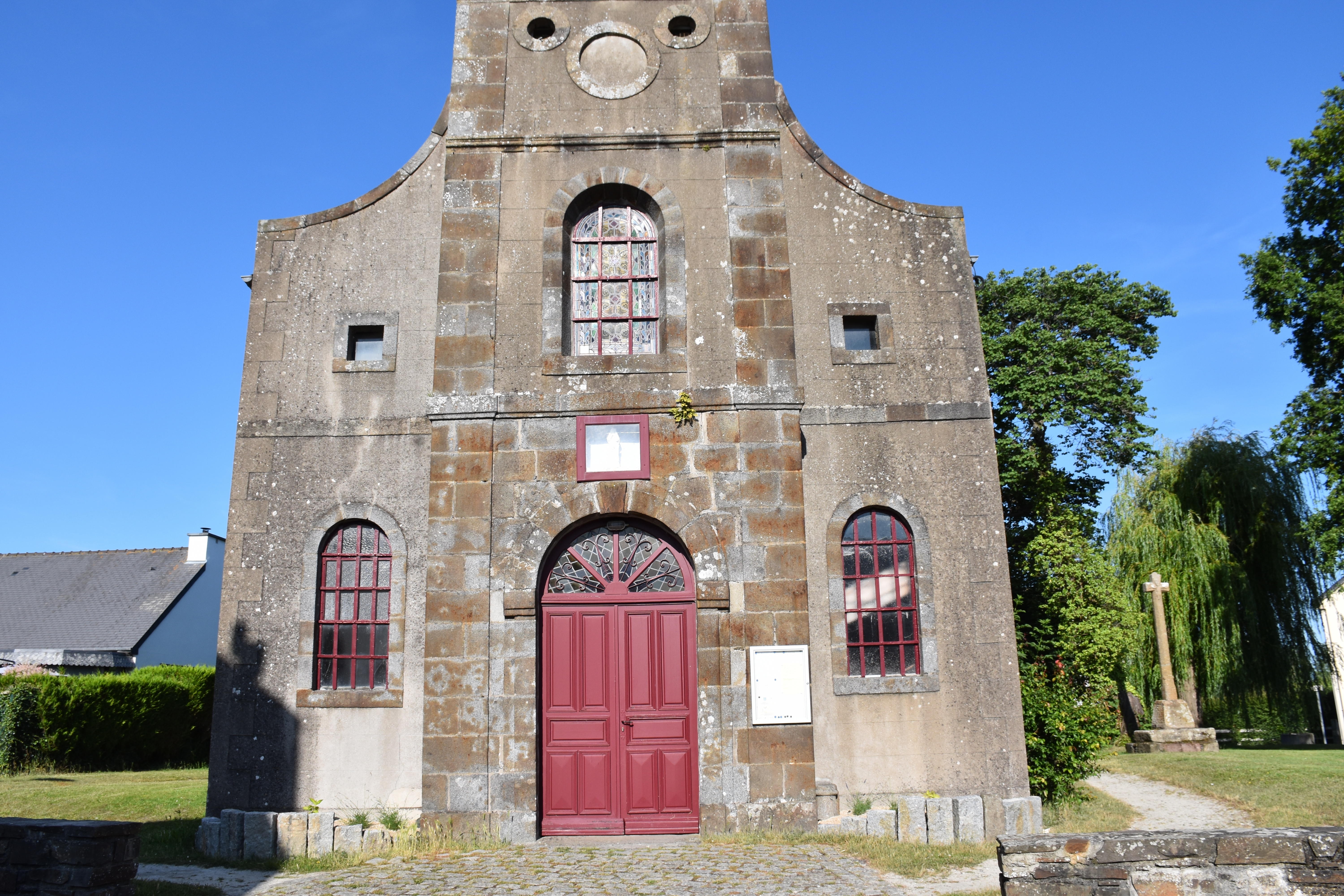
La façade.
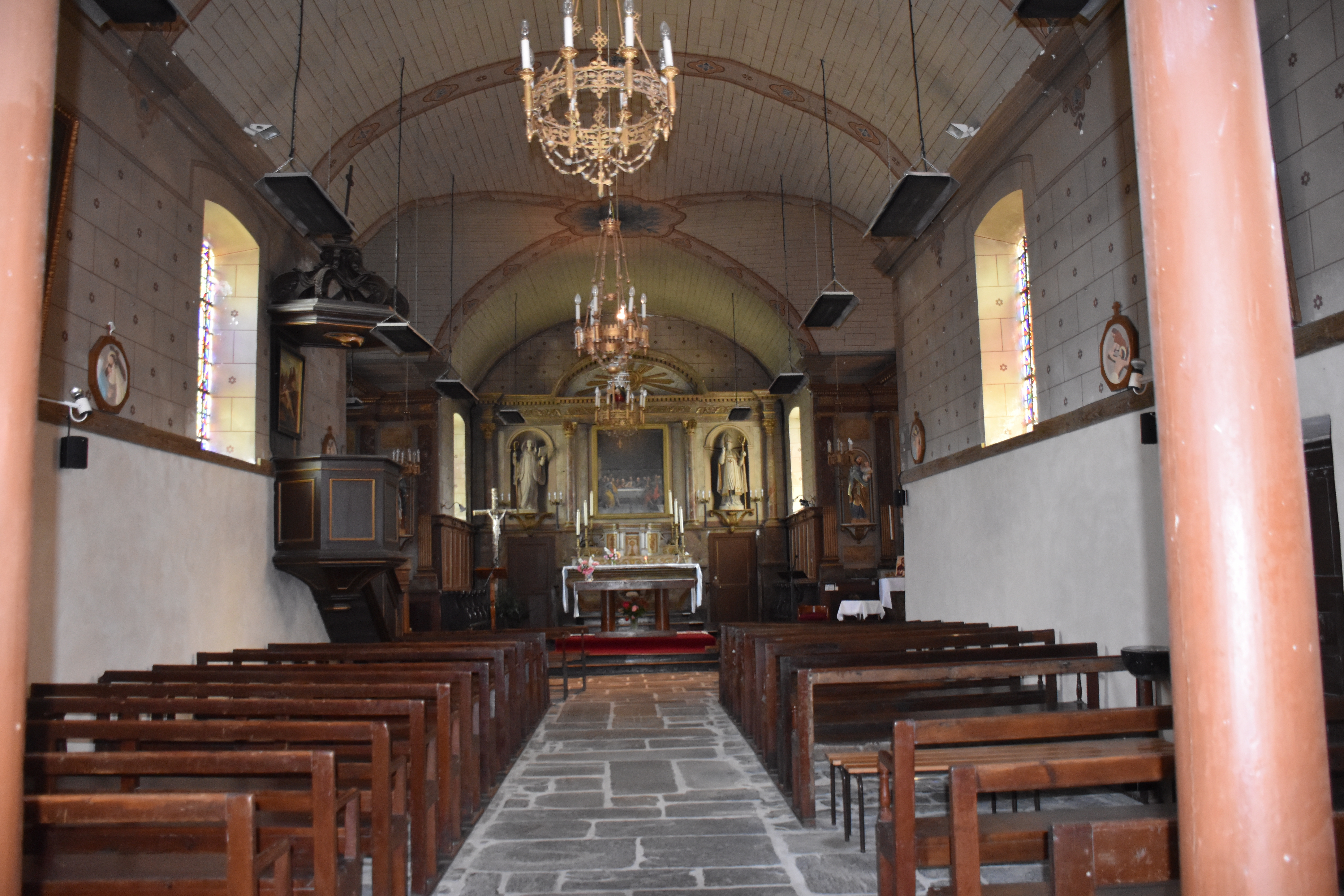
La nef.
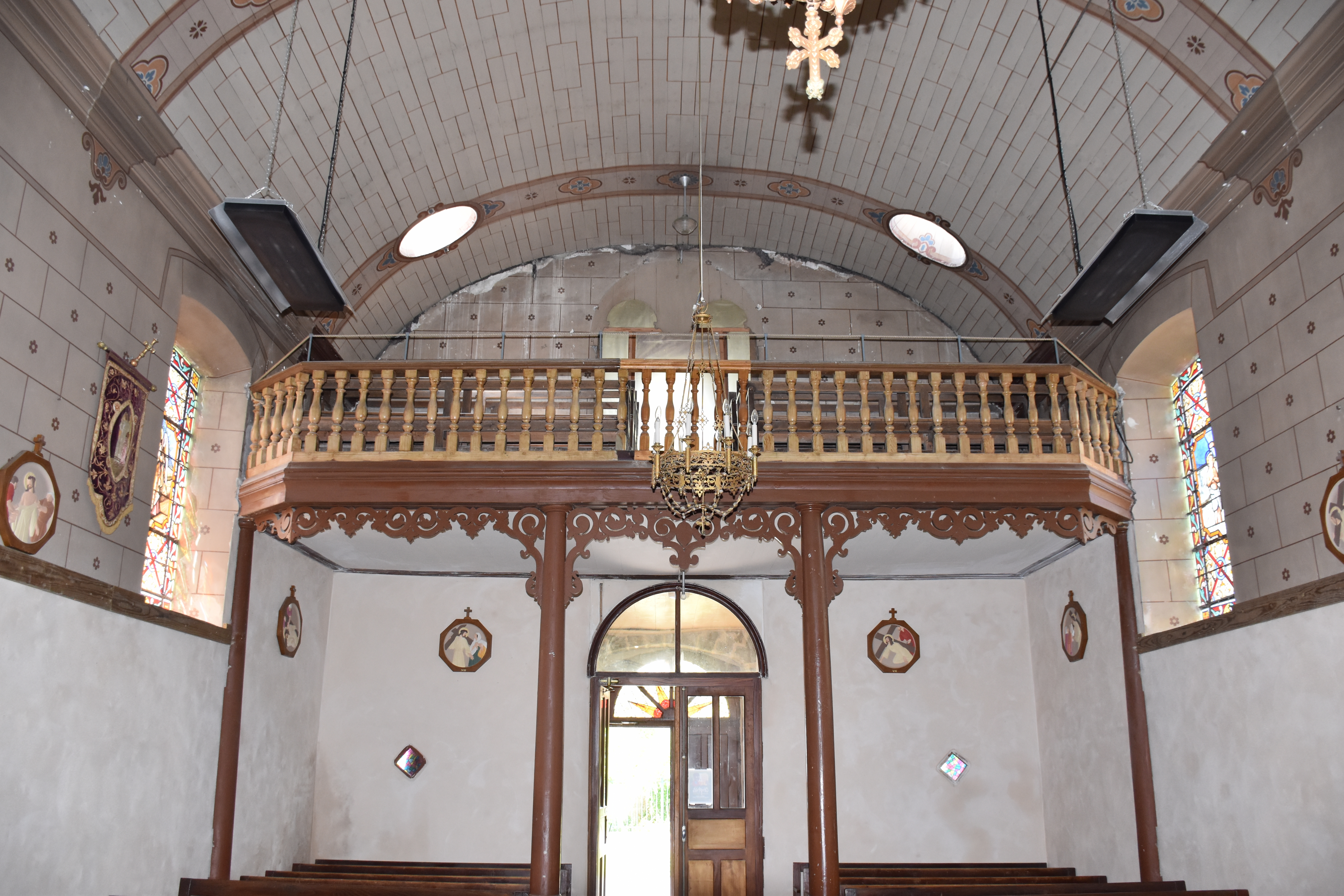
Le balcon.
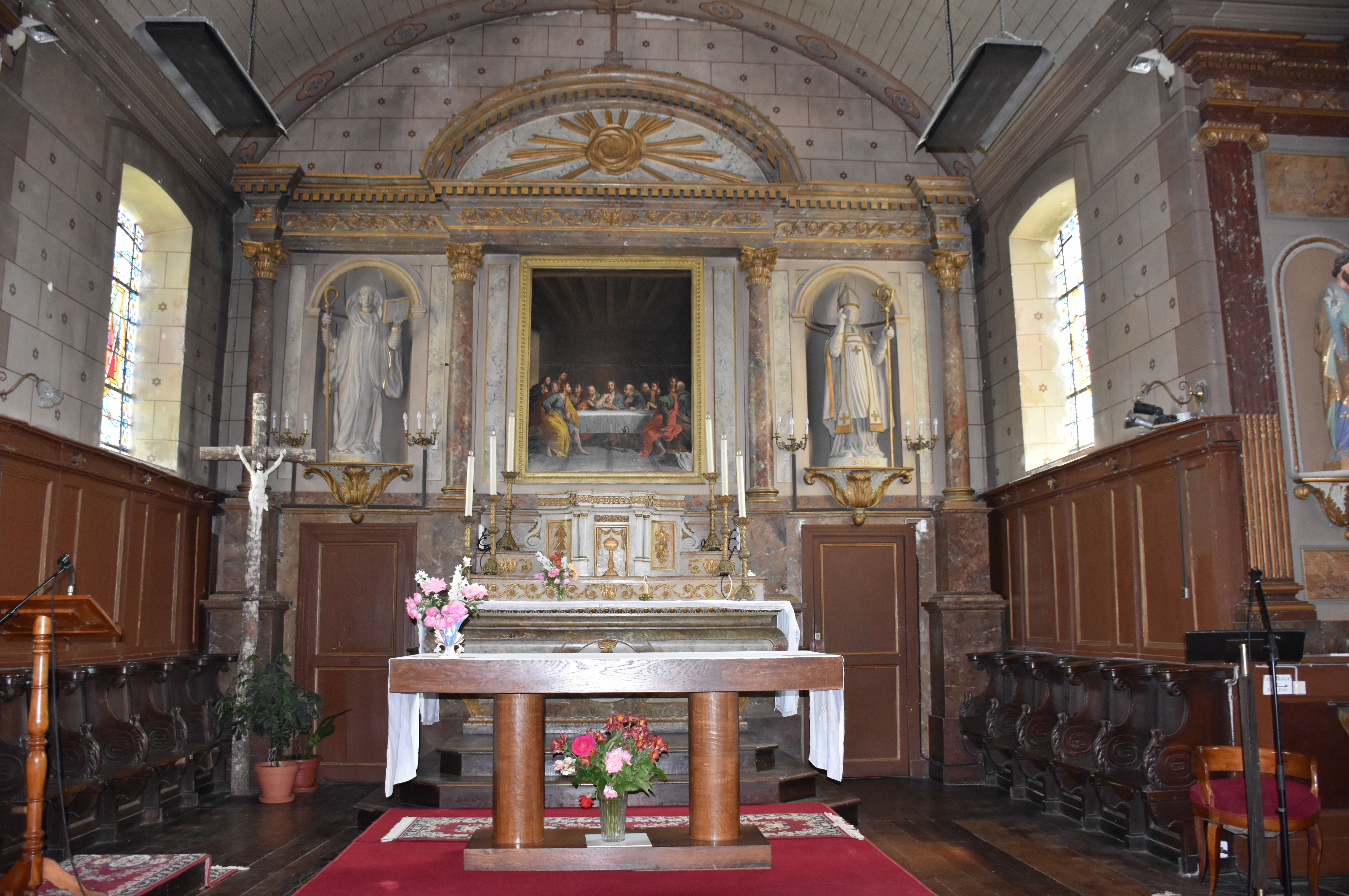
Le chœur.

## Personnalités liées à la commune
Eugène Joseph Samson, né à Saint-Benoît-des-Ondes le 15 novembre 1827, engagé dans les zouaves pontificaux, mort à Rome le 8 novembre 1870.

## Spécialités
Le « gâteau de pain », un pain sucré qui ressemble à la Gochtial de Saint-Armel dans le Morbihan, selon une recette originale trouvée dans le livre de recette Cuisine traditionnelle de Bretagne.